# Francis Scott Key Bridge
Francis Scott Key Bridge, oprindelig kendt som Outer Harbor Crossing (omdøbt i 1977), var en bro som strakte over de ydre dele af Baltimore Harbor, Maryland, USA. Det var en af verdens længste gitterbroer. Konstruktionen af broen begyndte i 1972 og blev færdiggjort i 1977.
26. marts 2024, cirka en time efter midnat lokal tid, kollapsede broens midtersektion efter at det singaporeanske containerskib "Dali" påsejlede en af bropillerne.